# Primeira Liga de 2002–03
A Primeira Liga de 2002–03 foi a 69.ª edição do Campeonato Português de Futebol.
O FC Porto foi o campeão nacional, vencendo o seu 19.º título.

## Análise
O FC Porto voltou a ser campeão, 4 anos depois, graças a uma temporada absolutamente avassaladora. Os portistas, liderados por José Mourinho, nunca deram aos rivais e venceram a liga com 11 pontos de avanços. O FC Porto viria a ganhar a Taça de Portugal e a Taça UEFA e assim conseguir um inédito triplete no futebol português.
O Benfica, que começou com Jesualdo Ferreira a temporada mas que viria a ser substituído por José Antonio Camacho, conseguiu efetuar um campeonato de excelente nível ao conseguir o 2.º lugar. Apesar de não ter conseguido posto em causa o domínio dos portistas, os encarnados realizaram o seu melhor campeonato desde 1994 e conseguiam regressar às competições europeias 3 anos depois.
O Sporting, campeão em título, fez uma época desastrosa e onde nunca se vislumbrou qualquer hipótese de obter o bicampeonato. A falta de regularidade e as constantes polémicas (em especial com o goleador Mário Jardel) não permitiram aos leões qualquer hipótese neste campeonato. O único dado positivo nesta liga para o Sporting foi o despontar de uma jovem estrela, o madeirense Cristiano Ronaldo.
Por fim, destacar o excelente 4.º lugar conseguido pelo Vitória de Guimarães e, por outro lado, o fraco desempenho do Boavista, que se ficou por um modesto 10.º lugar.

## Equipas

### Equipas Participantes
| Equipa               | Treinador              | Estádio                               | Cidade             |
| -------------------- | ---------------------- | ------------------------------------- | ------------------ |
| Sporting CP          | László Bölöni          | Estádio José Alvalade                 | Lisboa             |
| Boavista             | Jaime Pacheco          | Estádio do Bessa                      | Porto              |
| FC Porto             | José Mourinho          | Estádio das Antas                     | Porto              |
| SL Benfica           | Jesualdo Ferreira      | Estádio da Luz                        | Lisboa             |
| Belenenses           | Marinho Peres          | Estádio do Restelo                    | Lisboa             |
| Marítimo             | Nelo Vingada           | Estádio dos Barreiros                 | Funchal            |
| UD Leiria            | Manuel Cajuda          | Estádio Dr. Magalhães Pessoa          | Leiria             |
| Paços de Ferreira    | José Mota              | Estádio da Mata Real                  | Paços de Ferreira  |
| Vitória SC           | Augusto Inácio         | Estádio D. Afonso Henriques           | Guimarães          |
| SC Braga             | Fernando Castro Santos | Estádio 1.º de Maio                   | Braga              |
| Beira-Mar            | António Sousa          | Estádio Mário Duarte                  | Aveiro             |
| Gil Vicente          | Vítor Oliveira         | Estádio Adelino Ribeiro Novo          | Barcelos           |
| Vitória FC           | Luís Campos            | Estádio do Bonfim                     | Setúbal            |
| Santa Clara          | Manuel Fernandes       | Estádio de São Miguel                 | Ponta Delgada      |
| Varzim               | José Alberto Costa     | Estádio do Varzim Sport Club          | Póvoa de Varzim    |
| Moreirense           | Manuel Machado         | Comendador Joaquim de Almeida Freitas | Moreira de Cónegos |
| Académica de Coimbra | João Alves             | Estádio Municipal de Coimbra          | Coimbra            |
| Nacional             | José Peseiro           | Estádio da Madeira                    | Funchal            |

### Mudanças de Treinador durante a época
| Equipa               | Treinador Despedido    | Data de Saída | Posição | Treinador Contratado | Data de Entrada |
| -------------------- | ---------------------- | ------------- | ------- | -------------------- | --------------- |
| Académica de Coimbra | João Alves             | 26/10/2002    | 18.º    | Artur Jorge          | 26/10/2002      |
| Santa Clara          | Manuel Fernandes       | 17/11/2002    | 16.º    | Carlos Alberto Silva | 18/11/2002      |
| SL Benfica           | Jesualdo Ferreira      | 24/11/2002    | 3.º     | Chalana              | 25/11/2002      |
| SL Benfica           | Chalana                | 01/12/2002    | 3.º     | José Antonio Camacho | 02/12/2002      |
| Vitória FC           | Luís Campos            | 03/02/2003    | 16.º    | Diamantino Miranda   | 04/02/2003      |
| Belenenses           | Marinho Peres          | 09/02/2003    | 10.º    | Manuel José          | 10/02/2003      |
| Varzim               | José Alberto Costa     | 08/03/2003    | 10.º    | Luís Campos          | 09/03/2003      |
| Vitória FC           | Diamantino Miranda     | 09/03/2003    | 17.º    | Carlos Cardoso       | 10/03/2003      |
| SC Braga             | Fernando Castro Santos | 06/04/2003    | 14.º    | Jesualdo Ferreira    | 20/04/2003      |

## Classificações
| Pos | Equipa               | J  | V  | E  | D  | GM | GS | Diff | Pts | Classificação/Descida     |
| --- | -------------------- | -- | -- | -- | -- | -- | -- | ---- | --- | ------------------------- |
| 1   | FC Porto             | 34 | 27 | 5  | 2  | 73 | 26 | +47  | 86  | Liga dos Campeões da UEFA |
| 2   | Benfica              | 34 | 23 | 6  | 5  | 74 | 27 | +47  | 75  | Liga dos Campeões da UEFA |
| 3   | Sporting             | 34 | 17 | 8  | 9  | 52 | 38 | +14  | 59  | Taça UEFA                 |
| 4   | Vitória de Guimarães | 34 | 14 | 8  | 12 | 47 | 46 | +1   | 50  |                           |
| 5   | União Leiria         | 34 | 13 | 10 | 11 | 49 | 47 | +2   | 49  | Taça UEFA                 |
| 6   | Paços Ferreira       | 34 | 12 | 9  | 13 | 40 | 47 | -7   | 45  |                           |
| 7   | Marítimo             | 34 | 13 | 5  | 16 | 36 | 48 | -12  | 44  |                           |
| 8   | Gil Vicente          | 34 | 13 | 5  | 16 | 42 | 53 | -11  | 44  |                           |
| 9   | Belenenses           | 34 | 11 | 10 | 13 | 47 | 48 | -1   | 43  |                           |
| 10  | Boavista             | 34 | 10 | 13 | 11 | 32 | 31 | +1   | 43  |                           |
| 11  | Nacional             | 34 | 9  | 13 | 12 | 40 | 46 | -6   | 40  |                           |
| 12  | Moreirense           | 34 | 9  | 12 | 13 | 42 | 46 | -4   | 39  |                           |
| 13  | Beira Mar            | 34 | 10 | 9  | 15 | 43 | 50 | -13  | 39  |                           |
| 14  | Sporting de Braga    | 34 | 8  | 14 | 12 | 34 | 47 | -13  | 38  |                           |
| 15  | Académica de Coimbra | 34 | 8  | 13 | 13 | 38 | 48 | -10  | 37  |                           |
| 16  | Varzim               | 34 | 10 | 6  | 18 | 38 | 51 | -13  | 36  | Liga de Honra             |
| 17  | Santa Clara          | 34 | 8  | 11 | 15 | 39 | 54 | -15  | 35  | Liga de Honra             |
| 18  | Vitória Setúbal      | 34 | 6  | 13 | 15 | 40 | 53 | -13  | 31  | Liga de Honra             |

## Resultados
| 2002/ 2003        | FCP | SLB | SCP | VSC | UDL | PFE | CSM | GVC | CFB | BFC | CDN | MFC | BEM | SCB | AAC | VAR | STC | VFC |
| ----------------- | --- | --- | --- | --- | --- | --- | --- | --- | --- | --- | --- | --- | --- | --- | --- | --- | --- | --- |
| FC Porto          |     | 2-1 | 2-0 | 2-1 | 2-0 | 2-1 | 1-0 | 3-1 | 2-2 | 1-0 | 5-2 | 2-1 | 3-0 | 3-0 | 4-1 | 3-2 | 5-0 | 3-0 |
| Benfica           | 0-1 |     | 1-2 | 4-0 | 3-1 | 7-0 | 3-0 | 3-1 | 1-0 | 1-1 | 2-0 | 1-1 | 1-0 | 3-0 | 1-1 | 2-1 | 1-0 | 1-1 |
| Sporting          | 0-1 | 0-2 |     | 1-1 | 1-1 | 4-0 | 2-0 | 0-3 | 2-0 | 1-1 | 2-0 | 3-0 | 1-1 | 2-0 | 1-0 | 0-0 | 2-1 | 3-4 |
| Vitória SC        | 0-2 | 1-1 | 1-3 |     | 1-2 | 1-4 | 2-0 | 1-1 | 1-0 | 3-1 | 3-2 | 1-1 | 0-2 | 1-1 | 1-0 | 2-3 | 5-0 | 1-0 |
| UD Leiria         | 2-2 | 0-3 | 3-2 | 1-2 |     | 0-1 | 3-0 | 4-2 | 1-4 | 1-0 | 1-0 | 2-2 | 1-0 | 1-1 | 0-0 | 3-1 | 3-1 | 1-1 |
| Paços de Ferreira | 1-0 | 1-3 | 4-0 | 1-2 | 1-0 |     | 0-0 | 2-0 | 3-2 | 3-1 | 3-3 | 1-1 | 1-0 | 0-1 | 0-0 | 3-1 | 3-1 | 1-2 |
| Marítimo          | 2-1 | 1-2 | 0-3 | 1-0 | 2-0 | 2-0 |     | 3-1 | 2-1 | 0-0 | 2-3 | 3-1 | 3-0 | 3-0 | 2-1 | 2-0 | 1-1 | 0-5 |
| Gil Vicente       | 3-5 | 0-2 | 1-0 | 0-2 | 3-1 | 1-1 | 0-1 |     | 3-1 | 1-0 | 2-0 | 2-1 | 3-1 | 3-0 | 1-1 | 2-1 | 1-2 | 0-1 |
| Belenenses        | 1-3 | 2-4 | 1-1 | 1-0 | 1-3 | 1-0 | 3-1 | 1-1 |     | 0-0 | 0-0 | 1-0 | 3-2 | 3-2 | 2-0 | 4-1 | 1-1 | 0-0 |
| Boavista          | 0-1 | 0-0 | 1-2 | 3-1 | 0-1 | 0-0 | 3-0 | 0-1 | 1-3 |     | 0-0 | 0-0 | 1-0 | 2-1 | 4-1 | 2-1 | 1-0 | 1-0 |
| Nacional          | 1-2 | 1-0 | 1-1 | 0-0 | 2-2 | 4-0 | 0-0 | 0-1 | 1-1 | 0-1 |     | 1-1 | 1-0 | 0-0 | 3-2 | 2-0 | 2-1 | 1-1 |
| Moreirense        | 0-1 | 2-3 | 1-2 | 1-2 | 2-1 | 2-0 | 2-2 | 2-1 | 3-1 | 1-1 | 2-0 |     | 1-2 | 2-2 | 1-0 | 1-0 | 2-2 | 2-2 |
| Beira-Mar         | 1-1 | 0-2 | 1-3 | 1-1 | 2-2 | 3-1 | 1-0 | 5-0 | 2-1 | 3-3 | 0-2 | 1-2 |     | 2-2 | 1-0 | 2-1 | 2-1 | 5-3 |
| SC Braga          | 1-1 | 1-3 | 4-2 | 2-4 | 1-1 | 1-0 | 0-1 | 0-0 | 1-1 | 1-0 | 4-1 | 2-1 | 0-0 |     | 1-1 | 1-0 | 1-1 | 1-0 |
| Académica         | 1-1 | 1-4 | 0-2 | 2-2 | 3-2 | 2-2 | 2-0 | 2-0 | 2-1 | 0-1 | 2-2 | 1-1 | 1-1 | 1-0 |     | 2-1 | 3-2 | 1-1 |
| Varzim            | 0-2 | 2-1 | 1-1 | 0-1 | 0-2 | 0-0 | 4-1 | 3-0 | 0-2 | 1-1 | 1-0 | 1-0 | 1-0 | 2-0 | 0-3 |     | 0-0 | 3-2 |
| Santa Clara       | 1-3 | 1-2 | 0-1 | 2-1 | 1-3 | 0-0 | 2-1 | 4-2 | 3-1 | 1-1 | 2-3 | 2-0 | 3-1 | 0-0 | 0-0 | 2-2 |     | 1-0 |
| Vitória FC        | 0-1 | 2-6 | 1-2 | 1-2 | 0-0 | 0-2 | 1-0 | 0-1 | 1-1 | 1-1 | 2-2 | 0-2 | 1-1 | 2-2 | 3-1 | 2-4 | 0-0 |     |

## Melhores Marcadores
| CI. | Jogador        | Equipa      | Golos |
| --- | -------------- | ----------- | ----- |
| 1   | Fary           | Beira-Mar   | 18    |
| 1   | Simão          | Benfica     | 18    |
| 3   | Adriano        | Nacional    | 16    |
| 4   | Gaúcho         | Marítimo    | 15    |
| 5   | Hélder Postiga | FC Porto    | 13    |
| 5   | Tiago          | Benfica     | 13    |
| 7   | Maciel         | UD Leiria   | 12    |
| 7   | Barroso        | SC Braga    | 12    |
| 9   | Paulo Alves    | Gil Vicente | 11    |
| 9   | Jardel         | Sporting    | 11    |
| 9   | Dário          | Académica   | 11    |
| 9   | Ricardo Sousa  | Beira-Mar   | 11    |

## Média de Espectadores
| Clube             | Média  | +/-   |
| ----------------- | ------ | ----- |
| FC Porto          | 28.248 | 33,5% |
| Benfica           | 22.541 | 24,7% |
| Sporting          | 14.789 | 42,4% |
| Belenenses        | 5.382  | 64,8% |
| SC Braga          | 5.194  | 14,7% |
| Boavista          | 5.147  | 31,4% |
| Marítimo          | 5.147  | 12,9% |
| Académica         | 5.059  | Novo  |
| Beira-Mar         | 4.735  | 22,0% |
| V. Guimarães      | 4.729  | 41,9% |
| V. Setúbal        | 4.706  | 8,6%  |
| Santa Clara       | 3.971  | 43,3% |
| Paços de Ferreira | 3.500  | 0,8%  |
| Varzim            | 3.353  | 24,5% |
| Nacional          | 3.000  | Novo  |
| Moreirense        | 2.294  | Novo  |
| UD Leiria         | 2.206  | 25,7% |
| Gil Vicente       | 2.206  | 17,6% |
| TOTAL             | 7.012  | 13,4% |
| Fonte             | [ 2 ]  | [ 2 ] |